# Американцы (пьеса)
«Американцы» — комическая опера в два действия, написанная И. А. Крыловым в 1788 году. Была переделана А. И. Клушиным и напечатана в 1800 году отдельным изданием. Впервые опера поставлена на большой сцене 24 января 1801 года.

## Сюжет
Пьеса не похожа на другие произведения Крылова. Автором затронута тема жестокости колонистов: в пьесе контрастно представлены высокие душевные качества коренного населения и развращённые цивилизацией завоеватели. Вероятно, пьеса является переосмыслением трагедии Вольтера «Альзира».
Сюжет пьесы выстраивается вокруг противостояния завоевателя «гишпанца» дона Гусмана и вождя американского племени Ацема. Завоевание осложняется любовными чувствами: Гусман влюблён в сестру вождя Цимару, его слуга-шут Фолет влюблён в другую сестру вождя Сорету, а сам вождь очарован сестрой испанца доной Ельвирой. Из-за возникших невовремя чувств герои попадают поочерёдно друг другу в плен. Это комедия, так что всё заканчивается благополучно — пары соединяются и решают поехать в Испанию. Любовь побеждает всё:
```
Жар храня любови верной,
Станем счастье мы вкушать,
И во радости безмерной
Дни веселы провождать
[
5
]
.
```

## Критика
Пьеса «Американцы» упоминается критиками довольно редко, так как её оригинальный текст неизвестен. Произведение известно лишь в редакции А. И. Клушина, отметившего в предисловии, что от текста Крылова остались только стихи. Тем не менее, из публикации партитуры к опере «Американцы» С. М. Бабинцевым в 1788 году понятно, что в словах арий нет изменений, которые искажали бы смысл и направленность оперы.
Для самого автора пьеса была чем-то дорога, что видно из его прошения П. А. Соймонову, в котором он добивается постановки оперы и даже соглашается на её редакцию. П. А. Соймонов же отозвался об опере как о произведении, у которого нет «ни содержания, ни связи».
Любовь Киселёва отмечает, что серьёзность и комизм пьесы в пьесе неотделимы и не исключают друг друга.